# Profesor Chaos
Profesor Chaos (v anglickém originále Proffesor Chaos) je šestý díl šesté řady amerického animovaného televizního seriálu Městečko South Park. Premiéru měl 10. dubna 2002 na americké televizní stanici Comedy Central. 

## Děj
Kluci začnou tušit, že Butters stojí jako náhrada za Kennyho za nic a proto ho vyrazí z party. Butters je celý zhroucený a vymyslí si své vlastní alter-ego, které se jmenuje Profesor Chaos, který má jasné cíle, a to přivést do světa chaos. Kluci si mezitím snaží do party vybrat nového přítele, který zaplnil mezeru po Kennym.